# Acantholipes magniplaga
Acantholipes magniplaga là một loài bướm đêm trong họ Erebidae.